# Stade de Moroni
Stade de Moroni is een multifunctioneel stadion in Moroni, de hoofdstad van de Comoren. Het stadion wordt vooral gebruikt voor atletiekwedstrijden, maar er kan ook voetbal gespeeld worden. Het ligt dicht bij een ander stadion Stade de Beaumer. In het stadion is plek voor 3000 toeschouwers. 